# Выпускной вечер
Выпускно́й ве́чер (также бал выпускнико́в или выпускно́й) — церемония, связанная с окончанием учебного заведения. Выпускные вечера обычно проводят в школах, колледжах, высших учебных заведениях. Церемония чаще всего делится на две части — официальную и торжественную. На официальной части выпускникам вручают аттестаты или дипломы. Торжественная часть связана с теми или иными традициями конкретного учебного заведения, в её основе часто лежит развлекательная программа.

## Выпускные вечера в России
Выпускные вечера обычно проводятся в средних учебных заведениях после окончания 9 и 11 классов, а также в вузах и университетах после сдачи государственных экзаменов и защиты дипломов.

### Выпускные в школах
В школах выпускные вечера организуют в начале двадцатых чисел июня, после того как заканчиваются все экзамены (ныне — ЕГЭ, прежде — школьные выпускные). Ранее вечер проводился 25 июня (или 24-го, если 25-е выпадало на пятницу (освобождение дня было важно для приёма экзаменов в некоторые вузы, в Москве — ВЗЮИ и МГУ) или воскресенье (на этот день недели вечер не назначался)). Теперь время децентрализовалось. Однако выпускные традиционно не проводятся 21 июня (последний выпускной в эту дату был 21 июня 1941 года) и 22 июня — в День памяти и скорби.
На официальной церемонии традиционно чествуют школьников, получивших по результатам обучения медали и дипломы, затем вручают аттестаты.
Торжественная часть в ряде населённых пунктов начинается с возложения цветов у памятников участникам Великой Отечественной войны.
Как правило, в Москве сейчас выпускные вечера проходят в ночь с 23 на 24 июня. При этом очень многие выпускники вместе с педагогами и родителями сообща выбирают не кафе и рестораны, а крупные городские площадки, каковыми в Москве являются Государственный Кремлёвский дворец (ГКД) и Спорткомплекс Олимпийский.
Практически повсеместно в торжественную часть входят концертная программа и дискотека или школьный бал (если выпускники предпочитают классические танцы современным). Дискотеки проводятся либо в стенах родной школы, либо в ресторанах, кафе, ночных клубах и т. п.
Неотъемлемой завершающей частью программы стала встреча рассвета. В Москве она по возможности проводится на возвышенности — на Воробьевых горах, в Санкт-Петербурге — на набережных Невы.
В 2010-х в России стали проводить выпускные и различные компании: например, социальная сеть «ВКонтакте» организовывает онлайн-выпускной, куда приглашаются популярные артисты, а экосистема «Жара» — «КрокусВыпускной». Федеральные телеканалы стали также транслировать концерты: канал Муз-ТВ транслировал всероссийский выпускной из ГКД, а также «Московский выпускной» в Парке Горького.

#### «Алые паруса»
В Санкт-Петербурге выпускные вечера получили особый статус: данное событие знаменуется мероприятием «Алые паруса» и празднуется всем городом.
Этот российский праздник выпускников средних общеобразовательных школ отмечается ежегодно, как правило, в ближайшую к самой светлой белой ночи субботу (ориентировочно 18—25 июня).
Впервые праздник был проведён 27 июня 1968 года и существовал до отмены в 1979 году. В 2005 году стал проводиться снова. Организаторы — банк «Россия», Правительство Санкт-Петербурга и «Пятый канал».
Праздник делится на две части: концерт на Дворцовой площади, начинающийся в 22:00, и пиротехническое шоу в акватории Невы. Во время ночного шоу зрителям демонстрируют корабль с алыми парусами и фейерверки.

### Выпускные в вузах
Выпускной в вузах проводится:
- очники: ранее 25 июня, после изменения Закона «О Воинской обязанности и военной службе» сначала 30 июня, потом — 1 июля;
- вечерники: в начале-середине июня;
- заочники: в конце апреля.

## Выпускные вечера в США

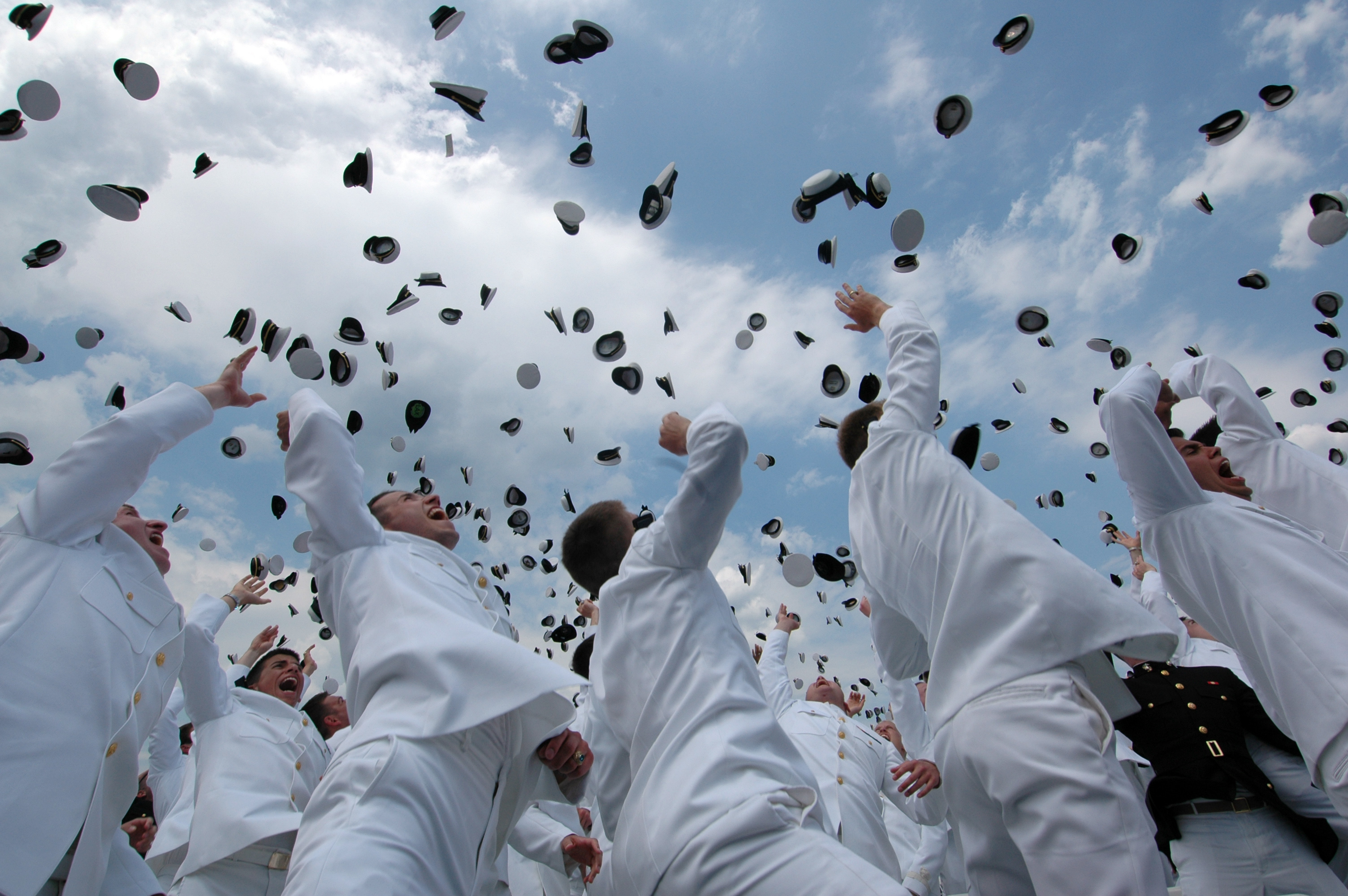
Традиционное «бросание шапок» на выпускной церемонии в Военно-морской академии США

В США дата выпускного вечера обычно обозначается в школьных календарях как degree day и связана также с переходом ученика на новый уровень обучения.
Ещё одно название: prom (сокращено от promenade — прогуливаться) используется чаще всего в разговорной речи и массовой культуре.
Аналогичные церемонии проводятся в высших учебных заведениях после получения студентами очередной учёной степени (бакалавра, магистра). Наиболее известная традиция на выпускных вечерах в американских колледжах — подбрасывание в воздух академических шапок.
Часто церемонии выпускных вечеров начинаются с демонстрационных маршей и чтения речей, затем проходит вручение дипломов, по окончании которого школьники объявляются выпускниками. Марши обычно проходят под Помпезный и церемониальный марш № 1 Эдварда Элгара.